# Альберто Лонгарелла
Альберто Даніель Лонгарелла (ісп. Alberto Daniel Longarella; нар. 13 травня 1923 — 15 березня 2017) — аргентинський борець вільного та греко-римського стилів, чемпіон та срібний призер Панамериканських ігор з вільної боротьби, учасник двох Олімпійських ігор у змаганнях з вільної та греко-римської боротьби.

## Спортивні результати на міжнародних змаганнях

### Виступи на Олімпіадах
| Змагання                    | Збірна    | Вагова категорія                 | Місце |
| --------------------------- | --------- | -------------------------------- | ----- |
| Літні Олімпійські ігри 1948 | Аргентина | греко-римська боротьба, до 73 кг | 10    |
| Літні Олімпійські ігри 1952 | Аргентина | вільна боротьба, до 73 кг        | 4     |

### Виступи на Панамериканських іграх
| Змагання                  | Збірна    | Вагова категорія          | Місце  |
| ------------------------- | --------- | ------------------------- | ------ |
| Панамериканські ігри 1951 | Аргентина | вільна боротьба, до 78 кг | Срібло |
| Панамериканські ігри 1955 | Аргентина | вільна боротьба, до 78 кг | Золото |
| Панамериканські ігри 1959 | Аргентина | вільна боротьба, до 97 кг | 4      |